# تروشکینو
تروشکینو (انگلیسی: Troshkino) یک شهرک در شهرستان بلاگووشچنسکی باشقیرستان کشور روسیه است.